# Тетрацианоцинкат(II) калия
Тетрацианоцинкат(II) калия — неорганическое соединение,
комплексный цианид калия и цинка с формулой K2Zn(CN)4,
бесцветные кристаллы,
растворяется в воде.

## Получение
- Растворение цинка в растворе цианистого калия.

{\displaystyle {\mathsf {Zn+4KCN+2H_{2}O\ {\xrightarrow {}}\ K_{2}Zn(CN)_{4}+H_{2}\uparrow +2KOH}}}

## Физические свойства
Тетрацианоцинкат(II) калия образует бесцветные кристаллы
кубической сингонии,
пространственная группа F d3m,
параметры ячейки a = 1,254 нм.
Хорошо растворяется в воде.